# 綻放★青春全力向前衝！
《綻放★青春全力向前衝！》是由SAGA PLANETS制作并发行的美少女游戏，于2020年8月28日在日本发售。本作的PlayStation 4与任天堂Switch版由Entergram发行，于2021年8月26日发售。本作的英文版由NekoNyan发行。2024年10月18日发售中文版。
本作是SAGA PLANETS在完成了《金輝戀曲四重奏 -Golden Time-》后制作的第一款游戏，也是自《金輝戀曲四重奏》原版发售后时隔三年制作发售的新作。本作讲述了主人公遠野遊于「青春部」中在暑假的时间内挥洒青春并与不同角色发展恋爱关系的故事。本作在发售后获得了玩家和媒体的好评，并在萌系游戏大赏中获得了2020年度的准大赏。

## 游戏系统
本作是视觉小说，其玩法与视觉小说和恋爱冒险游戏的一般玩法一致。游戏在屏幕中会显示不同场景的背景图像，以及该场景登场角色的站立图（立绘）。游戏的文本会出现在屏幕的下方，展示了玩家角色与画面中不同出场角色的对话内容。對話對象的立繪會隨著對話進行而變化，并根據對話的内容做出不同的動作或表情，玩家需要不断点击画面令文本翻页从而推进游戏剧情进行。在某些时候，游戏的背景和角色站立图会被一整张预先绘制好的電腦圖像插画代替。游戏会在預設的段落中出現行為選項供玩家選擇，玩家必须做出选择后才能继续推进剧情。本作允许玩家在游戏过程中保存或加载游戏进度、查看对话历史记录、浏览插画和部分场景等。
作为成人游戏，本作含有色情内容。在玩家进入不同角色的线路后，随着剧情的发展玩家角色会与对应的女主角产生恋爱关系，并最终发生性关系。本作中包含的性行为包括口交、乳交、性交等，相关场景多以插画展示。玩家需要反复游玩游戏并进入不同角色的线路、做出不同选项才能收集全部的插画和色情场景。本作于主机平台（如PlayStation 4、任天堂Switch等）推出的全年龄版本则将色情场景全数删除。

## 剧情大纲
（除特别标注外，本章节大部分资料来源于游戏本身：）
本作的主人公遠野遊命运多舛。在小的时候，他听信当地神社巫女的话，为了获取一种石头作为给青梅竹马小日向響的「定情信物」而毅然下海结果溺水，在小日向響拼命哭喊下才犹如出现奇迹一样捡回一命。之后他的父亲失踪，母亲再婚，遠野律成为了他的义妹。但很快他的生母便出轨，抛下继父和兄妹；继父郁郁寡欢积劳成疾，不久也抛下兄妹离开人世，留下二人相依为命。小日向響也因为个人家庭原因搬家，离开主人公。此时，主人公的阿姨、监护人岬和水出现，告诉主人公他有一笔外祖父留下的遗产，希望他加入岬家继承这笔遗产；但是主人公认定她实际上想利用监护人的地位私吞遗产，便坚决抗拒，仅靠自己打工、保持优秀成绩获取奖学金等方法勉强维持兄妹的生计。
游戏开场时，小日向響突然转学回到主人公就读的风见学园并成立了通称「Acti部」的行动部，积极希望主人公加入社团；另一方面主人公的同班同学鹿島理理和神樂坂慎二也一直致力于将主人公拉入通称「Negati部」的志愿者部。两个社团为了主人公不断争斗，但主人公一直以忙于打工为由拒绝加入任何社团。然而，主人公的阿姨岬和水突然被指名为学校的新一任校长，她一上任便宣布要废除奖学金制度、废除包括行动部和志愿者部之内的大量社团。这使得主人公与两个社团被迫联手阻止改革。行动部的成员小日向響、海堂凪子、柊栞里与志愿者部的成员鹿島理理、神樂坂慎二，外加义妹遠野律和突然出现在主人公身边、喊着「青春计数」要求主人公享受青春的聖橘花等人协助主人公出谋划策，最终成功交涉中止了改革计划。事后，主人公将两个社团合并为「青春部」，指名与两个社团均无关系的聖橘花为部长，在暑假的时间内享受青春时光。玩家可以进入不同角色的线路，以开办祭典活动、投身志愿者活动、为虚拟YouTuber事业出谋划策、接触冲浪运动、在餐馆一起打工等方式挥洒青春。主人公也理解了岬和水的真意——遗产早被她和主人公的生母平分，但主人公的生母已经病危。她深知会有亲戚骚扰兄妹二人试图夺走生母留下的遗产，便希望先一步让主人公加入岬家以保护他们。
本作的大结局线路是聖橘花的线路，需要玩家完成其他角色的线路才能解锁。聖橘花原名六堂橘花，是岬和水的同龄人，当时为当地神社神主的女儿兼巫女。橘花拥有能看到生物「运气」的能力，运气可以反映生物的生命力，运气旺盛者会过得幸福，运气微弱者会遭遇不幸，为零者更会面临死亡。橘花幼年时家庭出游发生车祸，全家仅她一人幸存；她非常自责于在全家人出发前便看到他们的运气消失而未能加以阻止，失去了活下去的动力。她在担任神社巫女时某日哄骗年幼的主人公称从海里捡来的石头可以让爱情天长地久，却因而导致主人公下海溺水。得知此事后自责的她将自己的运气全部送给主人公令他起死回生，自己从此昏迷不醒，更因为透支自己的运气使其变为负数而出现游魂「聖橘花」。橘花将运气包装为「青春计数」想煽动运气微弱的主人公挥洒青春以提升他的运气，但在二人交往的过程中二人分享幸福导致橘花的运气从负数开始增长接近于零。最终，橘花命危，游魂消失，她在消失前感谢主人公带给她青春与幸福。
之后，主人公遠野遊加入了岬家成为了「岬遊」。遊代替橘花实现她周游世界的夙愿，每到一处均留影并购买纪念品，献给病床上昏迷中的橘花。遊希望与她分享幸福可以提升她的运气，令其由负转正。在遊数年的努力后，橘花终于苏醒。经过康复训练后，二人终于得以一起踏上周游世界的旅程。

## 登场角色
（除特别标注外，本章节大部分资料来源于游戏本身：）

### 主要角色
遠野遊
本作的主人公，为了维持与义妹二人相依为命的独立生活而努力打工且维持年级第一的优异成绩，也因此拒绝加入任何社团，更不愿享受青春。关于主人公的更多資訊请见剧情大纲章节 。
小日向響
主人公的青梅竹马，自幼便喜欢主人公，为人爽朗。她在游戏开场时重新回到主人公身边并创立行动部，吸引主人公加入。在她的线路中她筹办了一场祭典活动，并在活动上大声吐出了她多年来对主人公的爱意，以及希望向主人公撒娇的愿望。
鹿島理理（聲優：澤田夏）
主人公的同班同学兼班长，原志愿者部的部长。她是出身于富有家庭的大小姐，性格温柔认真。她认为自己良好的出身实属偶然，故非常关心出身普通的人的生活，希望报答他们，故设立志愿者部。她被主人公的魔术折服并拜他为师，一直希望将他拉入志愿者部。
柊栞里（聲優：丸葉沙綾）
主人公的学妹，原行动部的成员。平时面无表情，也经常一人独处，行事没有主见，随波逐流。她对外表现出对一位名为「Shiorin」的虚拟YouTuber很感兴趣，但实际上她就是Shiorin的中之人。她在幼年希望成为偶像被同学嘲笑产生心理阴影并最终放弃梦想，在她的线路中，她在主人公的鼓励下扫清了自己心中的迷茫，决定丰富Shiorin的影片内容。
海堂凪子（聲優：明羽杏子）
小日向響的表姐，被表妹拉入行动部；不拘小节，但不擅长应付爱情话题。她从小苦练合气道，虽然注定要继承家中的道场，但实际上私下喜欢冲浪。在她的线路中，她在主人公的支持下走出低谷，决定将冲浪作为自己的职业道路，最终于数年后获得大赛冠军。
聖橘花／六堂橘花
自称为主人公的学妹，個性輕佻，与他人相处时毫不注意距离感。她喜欢捉弄主人公，同时经常喊着只有自己才知道含义的「青春计数」来煽动主人公享受青春，被主人公指名为青春部的部长。聖橘花的线路是本作的大结局线路，关于她的更多資訊请见剧情大纲章节。
遠野律（聲優：上原葵）
主人公母亲再婚后成为了主人公的义妹，与主人公相依为命。她性格讨喜，承担了家中的家务，十分喜欢自己的哥哥，也心疼自己的哥哥为了自己放弃享受青春。在她的线路中，阿姨岬和水得以向主人公解释清楚误会，主人公也得以向当年抛弃再婚夫以及兄妹二人的生母做出了断。主人公两年后与义妹结婚，再两年后从打工场所的老板处继承了餐厅，开始新生活。

### 次要角色
神樂坂慎二（聲優：井伊筋肉）
主人公的好友，原志愿者部成员。他虽然受女生欢迎，但是本人十分恐惧女性。
岬和水（聲優：川島梨乃）
主人公的阿姨，希望主人公加入岬家而不断劝说主人公，但遭到主人公的敌视。她是主人公就读的风见学园的毕业生，并回到学校担任校长，提出了一系列改革案。尽管改革案只是向上级做样子，但仍被视作她施压主人公加入岬家的手段。最终她在众人的交涉下中止了改革。

## 主题曲
开场曲Love♡Vacation
作词：，作曲、编曲：山口朗彦
演唱：松下、Nayuta
结尾曲
作词：，作曲、编曲：高瀨一矢
演唱：
大结局（圣橘花线路）结尾曲
作词、作曲、编曲：樋口秀树
演唱：佐咲紗花

## 开发
《綻放★青春全力向前衝！》由SAGA PLANETS負責開發，是自《金輝戀曲四重奏 -Golden Time-》后制作的第一款游戏，也是自《金輝戀曲四重奏》原版发售后时隔三年制作发售的新作。SAGA PLANETS先訂出了其主要概念和女主角的各項特點，然後再委託曾負責《卡盧瑪盧卡同好會》編劇的瀨尾順，由其擔當主編劇，負責企劃、路線設計、主人公的造型設計。瀨尾原先偏好於在自己負責企劃時把劇本獨力寫好，但本次他因認為監製Kuro能跟自己好好合作，故決定接下工作。
團隊在開發過程中遇上了不少困難。瀨尾曾按着自己意思把共通線的初稿寫好，但卻令SAGA PLANETS不滿意，於是推倒一次重寫。與初稿相比，角色關係在後來的劇本中有着不少改變。他認為這一工作環境需以自身經驗應對，盡可能讓SAGA PLANETS滿意，令自己挺有「跟開發商一起把工作完成的感覺」。最終劇本長度與SAGA PLANETS的其他作品差不多。開發團隊為本作的副女主角橘花和律安排了個人路線。不過其長度較正女主角路線為短。
開發團隊把主人公將兩個社團合併之後的劇情主題設定為「跟各個女主角一起渡過青春」，並把整部遊戲的刻畫重點放在她們身上。Kuro表示，小日向響性格開朗，在作品中經常推動主人公做事，但其並非為了自身而這樣做，而是為了讓主人公幸福。鹿島理理性情專一，而這在其路線尤其明顯。柊栞里的互聯網有關知識相當豐富，而其個人線則以此為核心。開發團隊亦為栞里加入反差要素——平日隨波逐流的栞里在色情場景中會表露出積極的一面。遠野律線以「她跟主人公的過去和日常」為主題。
由於開發團隊希望本作以主人公與女主角間的純愛為主題，故此其沒有為本作加入任何的三人性行為場景，只有兩人性行為場景。上述場景佔了全部電腦圖形的約一半。事件的具體內客主要由編劇負責構思，畫面佈局則交由SAGA PLANETS決定。

## 发行
2020年4月18日，SAGA PLANETS開設了《綻放★青春全力向前衝！》的官方網站，同日公開角色名單、部分電腦圖形、開場動畫。5月8日至7月22日期間，官方為已預約者舉辦活動，讓他們能獲得徽章、設定原畫集、色紙等贈品。期間它亦舉辦面向所有來場者的活動，對外派發以本作為主題的書籤和海報。8月4日，它宣佈本作已完成製作，只餘下光碟燒錄等發行程序要跟進。
相容Windows平台的光碟版在8月28日發行。部分商店為購入者安排了像掛毯、電話卡、色紙的特典。與此同時，SAGA PLANETS舉辦了抽獎活動，讓他們有機會獲得「繪有本作角色的色紙」般的贈品。完整付費下載版於9月4日經FANZA Games發行。PlayStation 4與任天堂Switch版由Entergram發行，於2021年8月26日發售。

## 评价
《綻放★青春全力向前衝！》在開售後登上了各大平台的美少女遊戲銷量排行榜——它在首次登上排行榜時，於美少女遊戲暨動漫相關商品銷售網站Getchu屋和雜誌《Megastore》奪得第1位，並在雜誌《BugBug》奪得第2位。它在Getchu屋亦被票選為2020年8月第3佳的美少女遊戲，並在當月奪得由用戶選出的萌系遊戲大賞月間賞。年度銷量排名方面，本作在Getchu屋、FANZA Games、《BugBug》上分別獲得第1位、第89位、第2位。
Getchu屋亦在每年舉辦美少女遊戲大賞，讓用戶就去年發售的美少女遊戲在不同範疇的表現投票。它在Getchu屋的2020年美少女遊戲大賞中，獲得綜合部門第17位、影像部門第4位。根據《BugBug》的2020年讀者美少女遊戲人氣投票結果，這部作品獲得綜合部門第8位、聲響部門第2位、配音部門第4位。鹿島理理在Getchu屋和《BugBug》的人氣投票結果中皆有上榜——分別獲得角色部門第10位和第4位。《綻放★青春全力向前衝！》還贏得了由業內人士選出的萌系遊戲大賞年度準大賞，年度排名則排在第3位。《BugBug》的主编大澤忠基指出，本作属于王道类型的作品，角色之间的互动维持了SAGA PLANETS一贯的有趣特征。本作相比前作《金輝戀曲四重奏》更加注重角色本身，但同样在萌系游戏的基础上加入了感人要素。